# 2S22 Bohdana自行火炮
2S22 Bohdana（烏克蘭語：2С22 «Богдана»）是一种乌克兰开发的一种155毫米北约标准口径轮式自行榴弹炮。它安装在一辆KrAZ-6322 6×6底盘或是一辆太拖拉815-7 8x8底盘上。拥有一个带装甲的驾驶舱和大约20枚炮弹的储藏空间。该榴弹炮的最小射程为780米，使用通常弹药的最大射程为40公里，使用火箭增程弹的最大射程为50公里。平均射速为每分钟六发炮弹。

## 作战历史

### 乌俄战争
在2022年俄国全面入侵开始后，2S22 Bohdana榴弹炮的原型炮被撤往后方，随后被移交给乌克兰武装部队并在之后投入了战斗。
2022年6月30日，乌克兰武装部队总司令瓦列里·扎盧日內称，乌克兰生产的2S22 Bohdana自行榴弹炮在从俄罗斯占领者手中解放蛇岛的战斗中发挥了重要作用。
根据发布该火炮战斗视频的议员谢尔盖·帕申斯基的说法，2022年2月25日（俄军全面入侵次日），Bohdana自行榴弹炮的开发人员接到了摧毁它的命令，以使最新的乌克兰自行榴弹炮不会落入敌人之手。然而这门原型炮最终保留了下来。蛇岛战役结束后，谢尔盖·帕申斯基声称，在之前的战斗中，2S22 Bohdana自行火炮一直在与西方提供的火炮一起打击岛上的敌方目标，而且“Bohdana”的其中一炮摧毁了俄国的铠甲-S1近程防空系统。还发帖说“她证明了自己的价值，不比北约大炮差！”。
在战斗影片中，乌军曾使用拜拉克塔尔TB2无人机进行校射。
2022年12月，乌克兰国民警卫队第1特种旅使用了Bohdana火炮。
2023年11月，乌克兰官方透露该火炮已在以每月6门的速度生产。
2023年12月，据《Economichna Pravda》报道，乌克兰陆军已接收约30门Bohdana火炮系统，并且其牵引式版本正在研发中。
早期生产的 Bohdana 火炮在配置上仍不完善，缺乏自动装弹系统和弹道雷达等关键功能，而这些系统已在后续型号中逐步集成。
在欧洲联盟的支持下，Bohdana 的产能由2023年时的每月6门，迅速提升至2025年超过每月20门。根据乌克兰国防部国防采购局局长阿尔森·朱马季洛夫（Arsen Zhumadilov）介绍，目前 Bohdana 系统中超过85%的组件已在本国生产，预计到2025年底，本地化率将进一步提升至95%。
2024年7月，丹麦政府订购18门 Bohdana 火炮。2024年9月，这批火炮已交付乌克兰武装部队。丹麦国防部长特罗尔斯·伦德·波尔森（Troels Lund Poulsen）确认，采购所需的13亿丹麦克朗资金来自被冻结的俄罗斯资产。
2024年10月3日，Bohdana 的牵引式原型首次曝光，该型火炮安装于苏制 2A36 Giatsint-B 火炮的炮架之上。
2025年3月24日，第47独立炮兵旅发布照片，显示该型牵引火炮已投入实战部署，并进行了实弹发射。
乌克兰总统弗拉基米尔·泽连斯基表示，乌克兰于2024年共生产了154套火炮系统。尽管未具体列明型号，但军事分析普遍认为，2S22 Bohdana 应包括在内。

## 图集

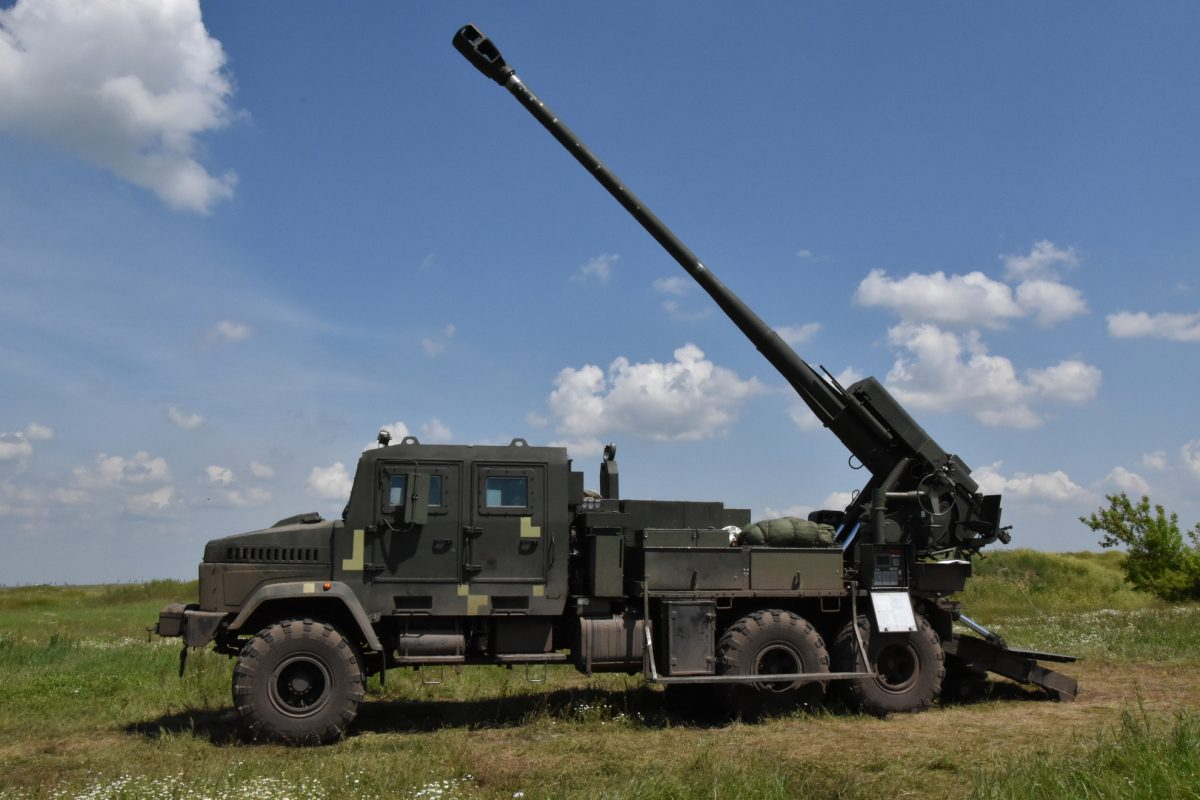
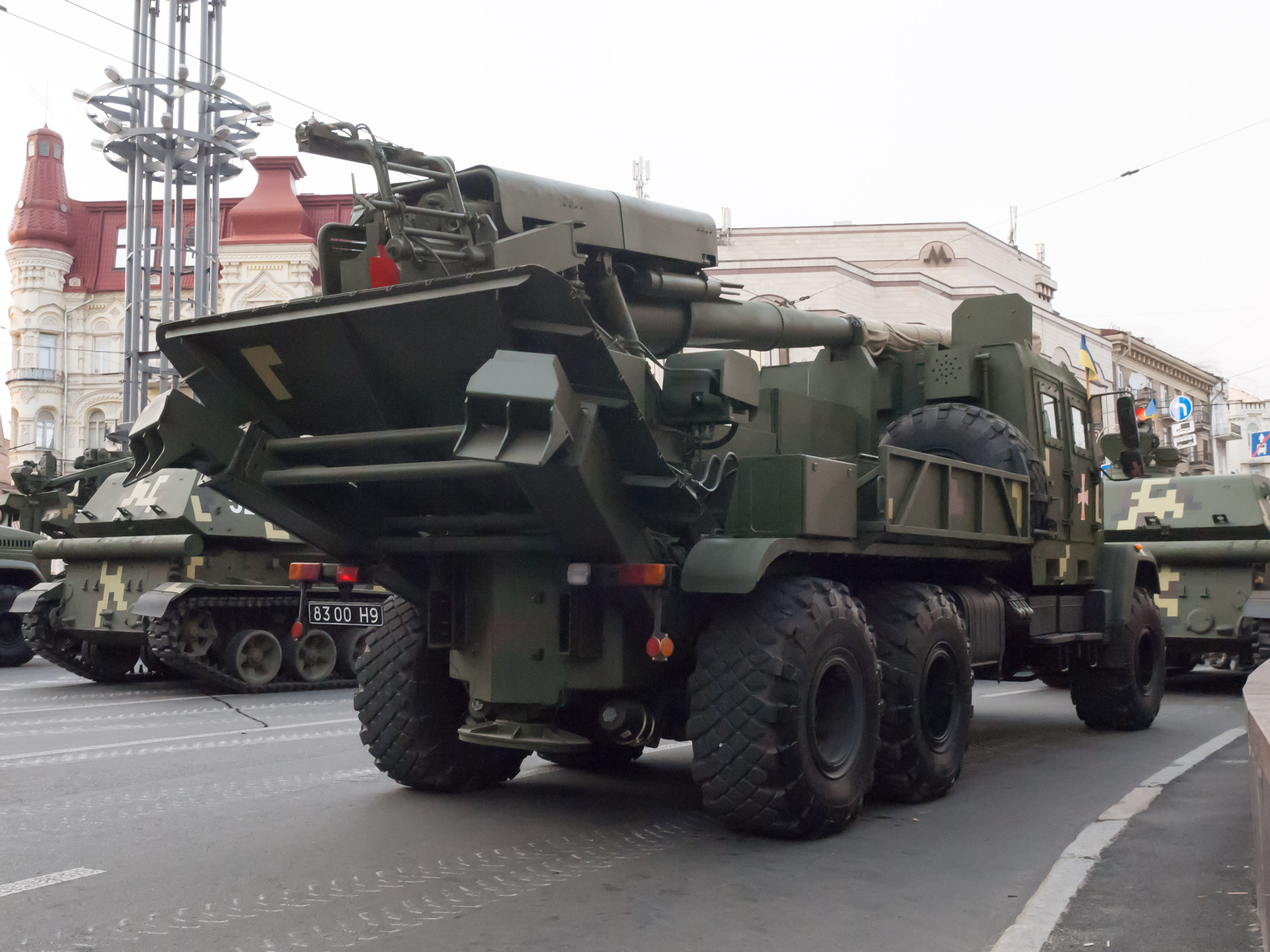
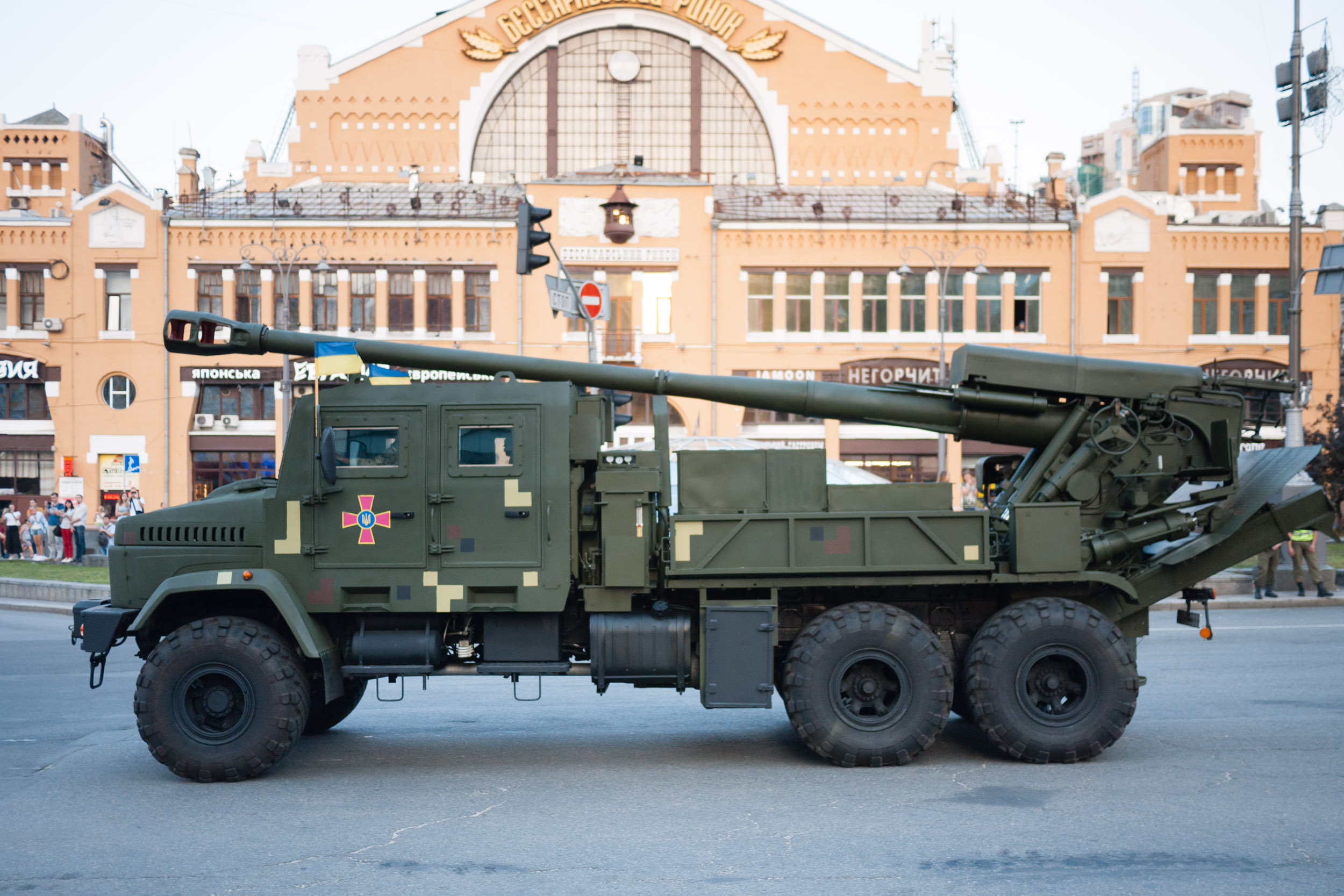
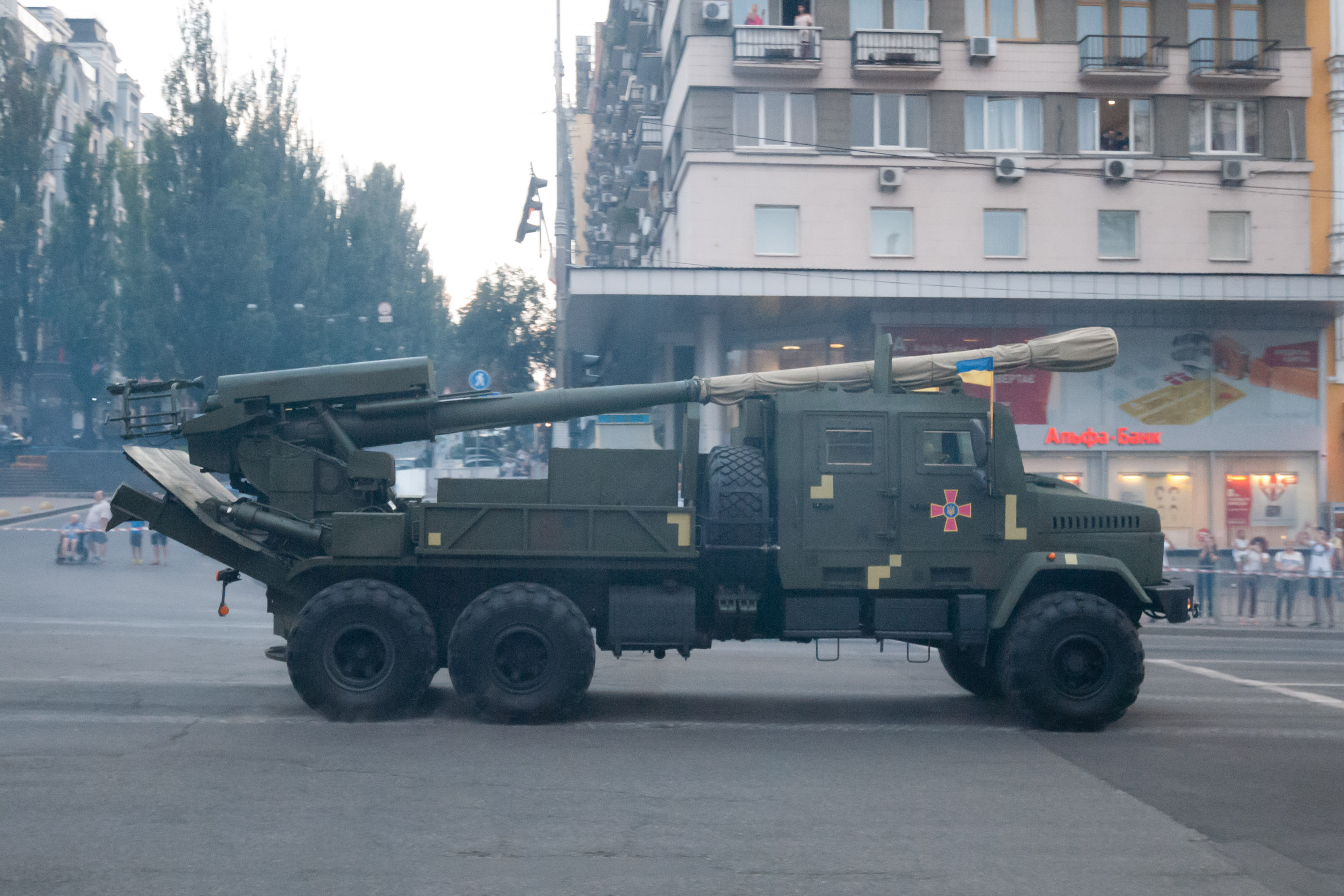

## 类似武器
- 弓箭手火炮系统
- 凱撒自走炮
- DANA自行火炮
- ATMOS 2000自走炮（英语：ATMOS 2000）
- AHS克魯自走炮（英语：AHS Kryl）
- 152mm SpGH DANA自行榴弹炮
- 155mm SpGH Zuzana自行榴弹炮
- 155mm SpGH DITA自行榴彈砲
- 155mm SpGH MORANA自行榴彈砲
- G6犀牛式自行榴弹炮
- RCH 155自行榴弹炮
- B-52諾拉自走炮（英语：Nora B-52）
- A-222自走海岸炮
- 19式自走炮（英语：Type 19 155 mm Wheeled Self-propelled Howitzer）
- PCL-181车载155毫米加榴炮